# 11 Pułk Strzelców Granicznych
11 Pułk Strzelców Granicznych – jednostka organizacyjna Strzelców Granicznych w II Rzeczypospolitej.

## Formowanie i zmiany organizacyjne
Rozporządzeniem oddziału I Sztabu Ministerstwa Spraw Wojskowych z 22 lipca 1920 oraz rozkazem Dowództwa Strzelców Granicznych nakazano sformowanie do 27 lipca 1920  konnego 11 pułku Strzelców Granicznych. Miał on stanowić część przyszłej brygady kawalerii. Pułk formowano w Starej Wsi na bazie dwóch istniejące wówczas szkoły podoficerskich w Ciechanowie i Zegrzu. Ponadto w skład pułku weszli dobrze wyszkoleni w jeździe konnej podoficerowie i szeregowcy pułków 2, 3, 4, 5 i 6, którzy mieli się stawić w miejscu formowani z kompletnym wyposażeniem. Po sformowaniu pułk przesunięty został do Ciechanowa.
Na podstawie rozporządzenia MSWojsk. Sztab Oddział I L. 20000/Mob. z 6 listopada 1920 szwadron szkolny 11 pułku Strzelców Granicznych został przemianowany na szwadron zapasowy 3 pułku strzelców konnych i przeniesiony do Pińczowa, do którego przybył 3 grudnia 1920 i zajął koszary zwolnione przez szwadron zapasowy 4 pułku strzelców konnych.

## Żołnierze pułku
Dowódcy pułku
- mjr Dąbrowski[1]
- płk Aleksander Kunicki (9.X.1920 –)[3]

Dowództwo pułku
- zastępca dowódcy pułku - mjr kaw Bohdan Dąbrowski (14.10.1920 – )[4]